# 프라이슈타트군

프라이슈타트군의 위치

프라이슈타트군(독일어: Bezirk Freistadt)은 오스트리아 오버외스터라이히주에 위치한 군으로 행정 중심지는 프라이슈타트이며 면적은 993.9km2, 인구는 65,853명(2016년 기준), 인구 밀도는 66명/km2이다. 동쪽으로는 니더외스터라이히주 그뮌트군, 츠베틀군, 남쪽으로는 페르크군, 서쪽으로는 우르파어움게붕군과 접하며 북쪽으로는 체코와 국경을 접한다.

## 하위 행정 구역
2개 도시, 17개 시장도시, 8개 일반 시를 관할한다.
- 도시
  - 프라이슈타트(Freistadt)
  - 프레가르텐(Pregarten)
- 시장도시
  - 바트첼(Bad Zell)
  - 구타우(Gutau)
  - 하겐베르크임뮐크라이스(Hagenberg im Mühlkreis)
  - 케퍼마르크트(Kefermarkt)
  - 쾨니히스비젠(Königswiesen)
  - 라스베르크(Lasberg)
  - 레오폴트슐라크(Leopoldschlag)
  - 리베나우(Liebenau)
  - 노이마르크트임뮐크라이스(Neumarkt im Mühlkreis)
- 일반 시
  - 그륀바흐(Grünbach)
  - 칼텐베르크(Kaltenberg)
  - 피어바흐(Pierbach)
  - 라인바흐임뮐크라이스(Rainbach im Mühlkreis)
  - 잔들(Sandl)
  - 쇠나우임뮐크라이스(Schönau im Mühlkreis)
  - 장크트레온하르트바이프라이슈타트(Sankt Leonhard bei Freistadt)
  - 장크트오스발트바이프라이슈타트(Sankt Oswald bei Freistadt)
  - 트라크바인(Tragwein)
  - 운터바이센바흐(Unterweißenbach)
  - 운터바이터스도르프(Unterweitersdorf)
  - 발트부르크(Waldburg)
  - 바르트베르크오프데어아이스트(Wartberg ob der Aist)
  - 바이터스펠덴(Weitersfelden)
  - 빈트하크바이프라이슈타트(Windhaag bei Freistadt)